# 大佛口 (選區)
大佛口（英語：Tai Fat Hau，代號B13）曾是香港灣仔區議會下轄的選區，1982年設立，1994年定為單議席選區，議席自2021年起懸空至2023年取消，懸空前的區議員為灣仔廣義成員梁柏堅。

## 範圍
選區位於大佛口，名稱亦由此而來，現時包括盧押道、大王東街以西至警察總部為止，以單幢私人樓宇為主，包括熙華大廈、嘉薈軒、匯星壹號、星域軒、YORK PLACE及多幢唐樓。與其相鄰的選區有東邊的修頓，西面連接中西區的中環選區，投票站於循道衛理中心。

## 沿革
大佛口選區源於1982年區議會選舉的灣仔西單議席選區，在1985年區議會選舉至1991年區議會選舉則定為雙議席選區，在這段時期，主要由無黨派鍾易安（1983年補選勝出）及香港華人革新協會鄭琴淵（1985年選舉勝出）。
1993年港督彭定康推行政改方案，取消區議會委任議席及雙議席選區制度，全面實行單議席單票制，並改由選區分界及選舉事務委員會制定，區議會選區數目大幅增加，當中雙議席灣仔西選區分拆為西面的大佛口選區及東面的修頓選區。
1994年區議會選舉，民主建港聯盟成員盧天送代替轉往愛群選區參選灣仔西區議員鄭琴淵角逐本區議席，同時有另外兩名候選人，結果盧以1,021票勝過港同盟匯點支持陳永洪（747票）及獨立候選人黎兆鈞（114票）當選。
1999年區議會選舉，民建聯盧天送角逐連任，對上民主黨派出的蘇繼權，結果盧以近八百票之差當選（1,275票對540票）。
2003年區議會選舉，民建聯盧天送與灣仔社區聯盟盧健明競逐本區議席，由於七一效應帶動投票人數上升，盧天送以一百五十差距票連任失敗（1.189對1,048）。
2007年區議會選舉，於上屆選舉灣仔聲名大噪的公民起動派出陳小萍參選本區延續灣仔區內的服務，而民建聯改派上屆參選銅鑼灣選區的李均頤與盧健明競選，最後民建聯李均頤以1,222票勝過盧健明的943票及陳小萍414票。
2011年區議會選舉，盧健明得到泛民主派協調組織民主動力認可競爭議席，阻止李均頤自動當選，但李盧得票達三一之比，未能取代李均頤連任。
2015年區議會選舉，當時人口估算約13,346人，其中有5,012位選民。民建聯李均頤競逐連任，對手是「傘兵」灣仔廣義的梁柏堅，最終民建聯李均頤以1,505票擊敗梁柏堅的793票，成功連任。然而梁柏堅在報名期時曾考慮參選司徒拔道，與另一名2047香港監察「傘兵」撞區，結果經協調後才轉戰本區。
2019年區議會選舉，獲得民主派區選聯盟認可的梁柏堅再次挑戰民建聯李均頤。然而投票日前逾一星期以至投票當日梁柏堅均未有在選區現身拉票，原來擔任網媒米報記者的梁柏堅，為採訪香港理工大學衝突事件，留守理工採訪示威者。李均頤在選前認為高投票率不一定對她不利，對選情頗樂觀，然而她最終獲1,625票，以近一百票之差敗陣。選後李認為她所屬政黨民建聯支持修例的立場為其選情帶來負面影響；梁柏堅則堅持留守理大比拉票重要，他希望自己可用未來四年時間，讓支持他的人認識自己，成為自己的同伴。
2021年9月15日，梁柏堅被香港政府根據《基本法》第104條的解釋所訂下的原則及相關的法律規定，宣布其宣誓為無效宣誓而失去議員資格，結束一年餘的區議員任期。
議席藉此一直懸空至2023年選舉改革被撤銷，與其他灣仔區的全部選區併為單一的雙議席選區。

## 歷屆議員
| 屆別                  | 議員   | 政治聯繫 | 政治聯繫   |
| --------------------- | ------ | -------- | ---------- |
| 1994年－1999年        | 盧天送 |          | 民建聯     |
| 2000年－2003年        | 盧天送 |          | 民建聯     |
| 2004年－2007年        | 盧健明 |          | 獨立民主派 |
| 2008年－2011年        | 李均頤 |          | 民建聯     |
| 2012年－2015年        | 李均頤 |          | 民建聯     |
| 2016年－2019年        | 李均頤 |          | 民建聯     |
| 2020年－2021年9月15日 | 梁柏堅 |          | 灣仔廣義   |
| 2021年9月16日－2023年 | 懸空   | 懸空     | 懸空       |

## 歷屆選舉結果
| 政党   | 政党     | 候选人    | 票数  | %     | ±      |
| ------ | -------- | --------- | ----- | ----- | ------ |
|        | 民建聯   | 1. 李均頤 | 1,625 | 48.54 | ▼16.95 |
|        | 灣仔廣義 | 2. 梁柏堅 | 1,723 | 51.46 | ▲16.95 |
| 多数票 | 多数票   | 多数票    | 98    | 2.93  | -28.05 |

| 政党   | 政党     | 候选人    | 票数  | %     | ±      |
| ------ | -------- | --------- | ----- | ----- | ------ |
|        | 民建聯   | 1. 李均頤 | 1,505 | 65.49 | -8.83  |
|        | 灣仔廣義 | 2. 梁柏堅 | 793   | 34.51 | 不適用 |
| 多数票 | 多数票   | 多数票    | 712   | 30.98 | -17.65 |

| 政党   | 政党       | 候选人    | 票数  | %     | ±      |
| ------ | ---------- | --------- | ----- | ----- | ------ |
|        | 民建聯     | 1. 李均頤 | 1,765 | 74.32 | +26.94 |
|        | 獨立民主派 | 2. 盧健明 | 610   | 25.68 | -10.88 |
| 多数票 | 多数票     | 多数票    | 1,155 | 48.63 | +37.81 |

| 政党   | 政党       | 候选人    | 票数  | %     | ±      |
| ------ | ---------- | --------- | ----- | ----- | ------ |
|        | 民建聯     | 1. 李均頤 | 1,222 | 47.38 | 不適用 |
|        | 公民起動   | 2. 陳小萍 | 414   | 16.05 | 不適用 |
|        | 獨立民主派 | 3. 盧健明 | 943   | 36.56 | -16.59 |
| 多数票 | 多数票     | 多数票    | 279   | 10.82 | +4.52  |

| 政党   | 政党         | 候选人    | 票数  | %     | ±      |
| ------ | ------------ | --------- | ----- | ----- | ------ |
|        | 灣仔社區聯盟 | 1. 盧健明 | 1,189 | 53.15 | 不適用 |
|        | 民建聯       | 2. 盧天送 | 1,048 | 46.85 | 不適用 |
| 多数票 | 多数票       | 多数票    | 141   | 6.30  | 不適用 |

| 政党   | 政党   | 候选人    | 票数  | %     | ±      |
| ------ | ------ | --------- | ----- | ----- | ------ |
|        | 民主黨 | 1. 蘇繼權 | 540   | 29.76 | 不適用 |
|        | 民建聯 | 2. 盧天送 | 1,275 | 70.24 | 不適用 |
| 多数票 | 多数票 | 多数票    | 735   | 40.48 | 不適用 |

| 政党   | 政党        | 候选人 | 票数  | %     | ±      |
| ------ | ----------- | ------ | ----- | ----- | ------ |
|        | 民建聯      | 盧天送 | 1,021 | 54.25 | 新選區 |
|        | 港同盟/匯點 | 陳永洪 | 747   | 39.69 | 新選區 |
|        | 獨立        | 黎兆鈞 | 114   | 6.06  | 新選區 |
| 多数票 | 多数票      | 多数票 | 274   | 14.56 | 新選區 |